# Imaculada Conceição de Maria em Grotarossa (título cardinalício)
Imaculada Conceição de Maria em Grotarossa (em latim, Immaculatæ Conceptionis Mariæ ad Saxa Rubra) é um título cardinalício que foi instituído em 25 de maio de 1985 pelo Papa João Paulo II, pela bula Purpuratis Patribus.

## Titulares protetores
- Henryk Roman Gulbinowicz (1985-2020)
- Wilton Daniel Gregory (2020-)